# Železniško postajališče Štefan
Železniško postajališče Štefan je eno izmed železniških postajališč v Sloveniji, ki oskrbuje bližnji naselji Štefan pri Trebnjem in Zidani Most pri Trebnjem, kjer se tudi nahaja.